# Планетал
Планетал (њем. Planetal) општина је у њемачкој савезној држави Бранденбург. Једно је од 38 општинских средишта округа Потсдам-Мителмарк. Према процјени из 2010. у општини је живјело 1.035 становника. Посједује регионалну шифру (AGS) 12069474.

## Географски и демографски подаци
Планетал се налази у савезној држави Бранденбург у округу Потсдам-Мителмарк. Општина се налази на надморској висини од 70 метара. Површина општине износи 42,5 km². У самом мјесту је, према процјени из 2010. године, живјело 1.035 становника. Просјечна густина становништва износи 24 становника/km².

## Међународна сарадња
| Мјесто           | Држава               | Врста сарадње | Од    |
| ---------------- | -------------------- | ------------- | ----- |
|                  | Румунија             | контакт       | 2000. |
|                  | Пољска               | контакт       | 2000. |
|                  | Француска            | контакт       | 2000. |
| Евен Јехуда      | Израел               | партнерство   | 2009. |
| Могиљев          | Бјелорусија          | партнерство   | 1995. |
| Мишколц          | Мађарска             | контакт       | 2000. |
|                  | Словачка             | контакт       | 2000. |
| Ленаркшир Конејл | Уједињено Краљевство | контакт       | 2000. |
| Извор            |                      |               |       |